# Yezonychus falsicornus
Yezonychus falsicornus är en spindeldjursart som beskrevs av Zhang och Martin 200. Yezonychus falsicornus ingår i släktet Yezonychus och familjen Tetranychidae. Inga underarter finns listade i Catalogue of Life.